# American Hi-Fi (album)
American Hi-Fi è l'album di debutto della band pop punk American Hi-Fi, pubblicato nel 2001 dalla Island Records.

## Tracce
1. Surround – 3:11
2. Flavor of the Weak – 3:08
3. A Bigger Mood – 3:38
4. Safer on the Outside – 4:01
5. I'm a Fool – 4:00
6. Hi-Fi Killer – 3:05
7. Blue Day – 3:33
8. My Only Enemy – 3:27
9. Don't Wait for the Sun – 3:50
10. Another Perfect Day – 3:38
11. Scar – 4:03
12. What About Today – 3:34
13. Wall of Sound – 5:48

Bonus track (Giappone)
1. Black Satellite – 3:10
2. Still Sideways – 4:03

Bonus track (Regno Unito)
1. Black Satellite – 3:10

## Formazione
- Stacy Jones - voce, chitarra
- Jamie Arentzen - chitarra, controvoci
- Drew Parsons - basso, controvoci
- Brian Nolan - batteria